# التحدي في القرآن
يؤمن المسلمون بأن القرآن هو معجزة النبي محمد للعالمين، وأن آياته تتحدى العالمين، الذين يشككون برسالة النبي محمد، بأن يأتوا بمثل القرآن أو بسورة مثله.

## معنى التحدي
من حيث اللغة:
التحدّي في اللغة يعني المباراة والمبارزة.
من حيث الاصطلاح:
التحدي اصطلاحاً يتصل اتصالاً وثيقاً بالمعنى اللغوي
فهو طلب الإتيان بالمثل على سبيل المنازعة والغلبة ويتحدد المثل تبعا لما يتحدى به، وايضا يعبُر عن إنذار شخص بفعل شيء مع التّلميح إلى عدم قدرته عليه.
وأمّا التحدي في القرآن فهو طلب لإتيان بمثله حيث يتحدى الله عز وجل الجميع على أن يأتوا بمثل هذا القرآن.

## التحدي بالقرآن
القرآن هو الكتاب الوحيد الذي ينشر تحديه بين كلماته وهو يتحدى المشركين، الذين لم يؤمنوا برسالة النبي محمد ويزعمون بأنّ القرآن هو كتاب من افتراءه، بأن يأتوا بمثله إن كانوا صادقين.
لقد وقع التحدي بالقرآن الكريم بطريقة التدرج فتحدّى القرآن أولاً بالإتيان بمثله وذلك في قوله:
التحدّي بالقرآن كله يعدّ من أول مراتب التحدّي، ثم تدرج القرآن بعد ذلك في مقام التحدّي إلى مراتب أقل وأيسر، فتحداهم بعشر سور من مثله وذلك في قوله:
ثم تنازل لهم إلى أن تحداهم أن يأتوا بسورة واحدة مثله وذلك في قوله:
ثم تحداهم بأن يأتوا بحديث مثله:
فسلك القرآن أسلوب التدرج في التحدث، فبعد أنْ تحدّاهم بأنْ يأتوا بمثله، تحدّاهم بعشْر سُور، ثم تحدّاهم بسورة واحدة.
ودعاهم إلي التحدّي إن كانوا مجتمعين متّحدين، ثم حفّزهم ووسّع تحدّيه قائلاً بأنهم عاجزون عن ذلك حالياً ومستقبلاً إلى يوم الدين.
وعلى رغم تحدي القرآن الكريم للمشركين كان منذ بداية الدعوة وفي الفترة التي كانوا المسلمون ضعفاء تجاه المشركين، لكن لم يستطع أحد من العرب رغم من بلاغة اللغة وفصاحتها بأن يقوم بهذه المعارضة.
وحسب اعتقاد المسلمين إنّ هذا العجز يدلّ على أصالة رسالة الإسلام وإنّ كتاب القرآن هو معجزة النبي محمد للعالمين.

## التحديات الأخرى
وهناك تحديات أخرى في كتاب الله:
- التحدي بالخلق

يتحدى القرآن ايضاً جميع الناس متعاونين فيما بينهم بأنّهم لن يستطيعوا ان يخلقوا حتى ذبابة -وذلك على سبيل المثال- يقول سبحانه وتعالى:
- التحدي بالفكر، الذي هو البرهان

النوع الآخر من التحدّي في القرآن، هو تحدّي المنكرين لربوبية الله، بأن يأتوا ببرهانهم إن كانوا صادقين:

## من يتحداهم القرآن
إنّ القرآن الكريم يوجه تحديه للعالمين كافة، من الإنس والجن ويشمل ذلك كلّ الأُمم في كلّ مراحل التاريخ، وعلى اختلاف ألسنتهم وألوانهم، سواء العرب وغيرهم، وسواء من كان في عهد الرسالة أم في العهود المتأخرة وإنّ هذا التحدي سيستمر إلى قيام الساعة.